# Aspglansbagge
Aspglansbagge (Chrysomela populi) är en skalbaggsart som beskrevs av Carl von Linné 1758. Aspglansbagge ingår i släktet Chrysomela, och familjen bladbaggar. Arten är reproducerande i Sverige.

## Bildgalleri

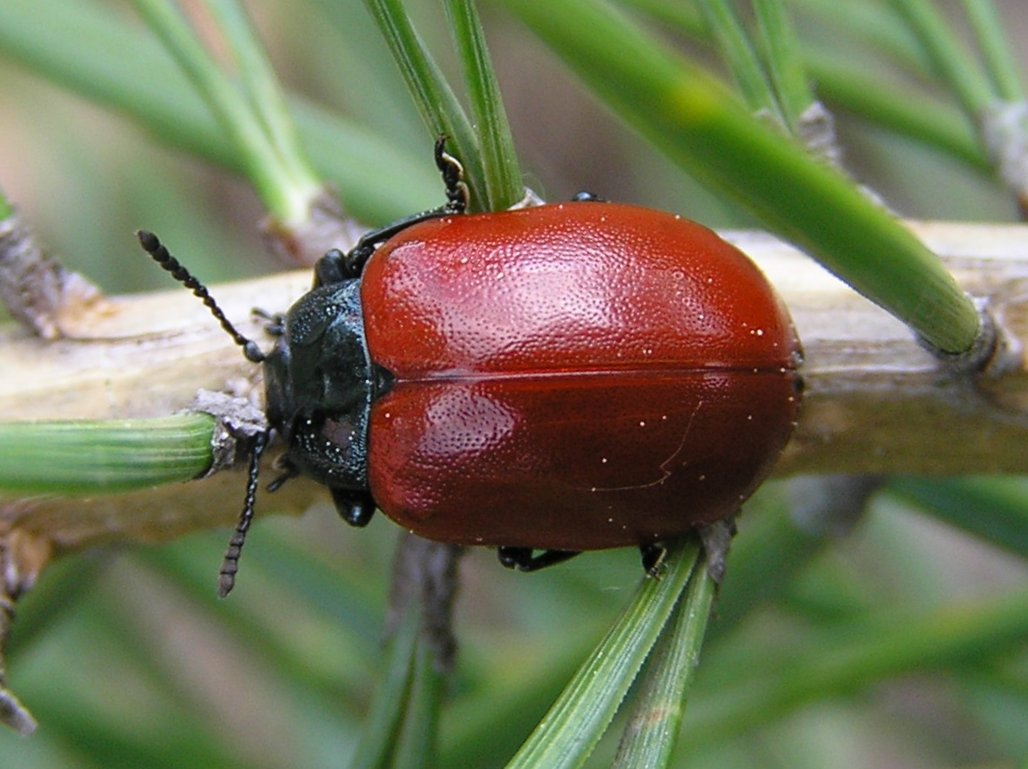
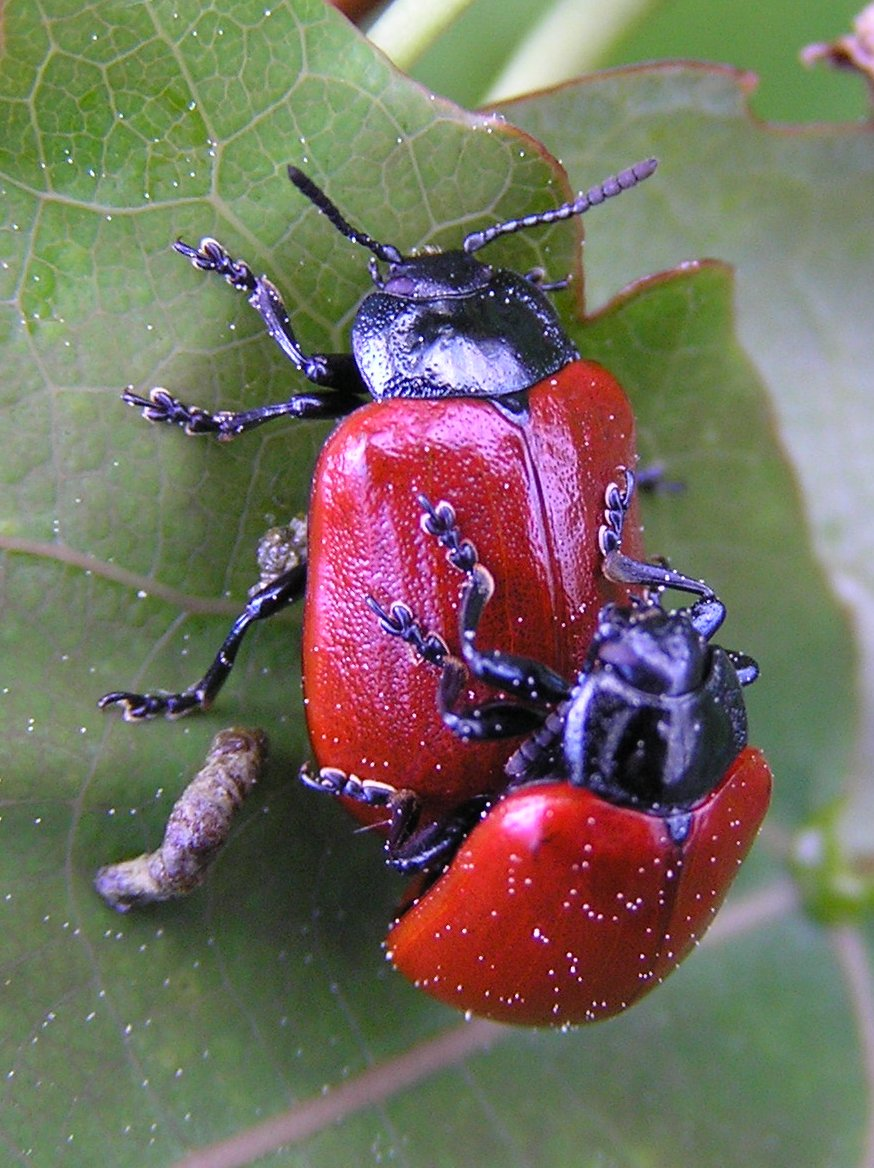
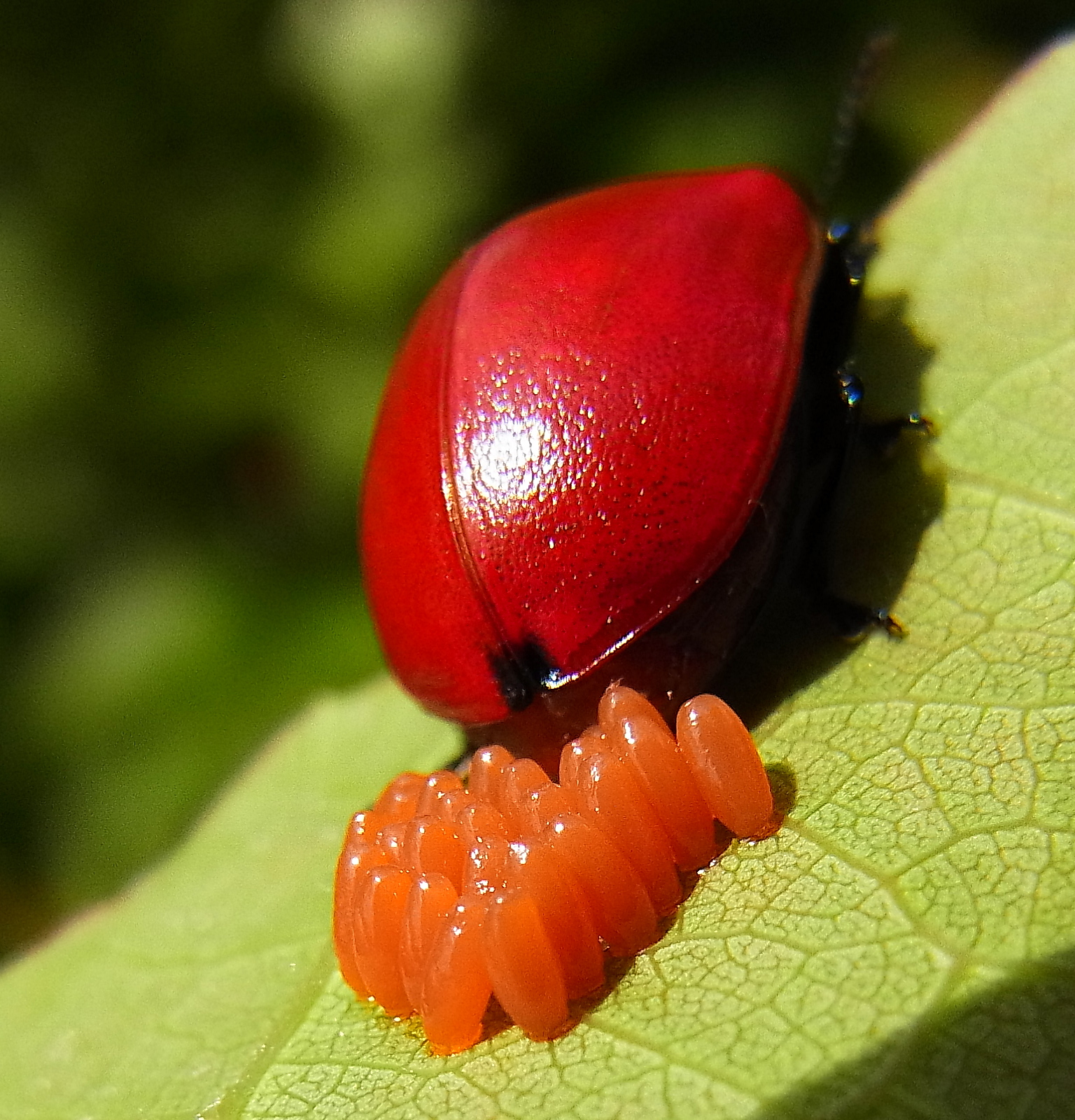
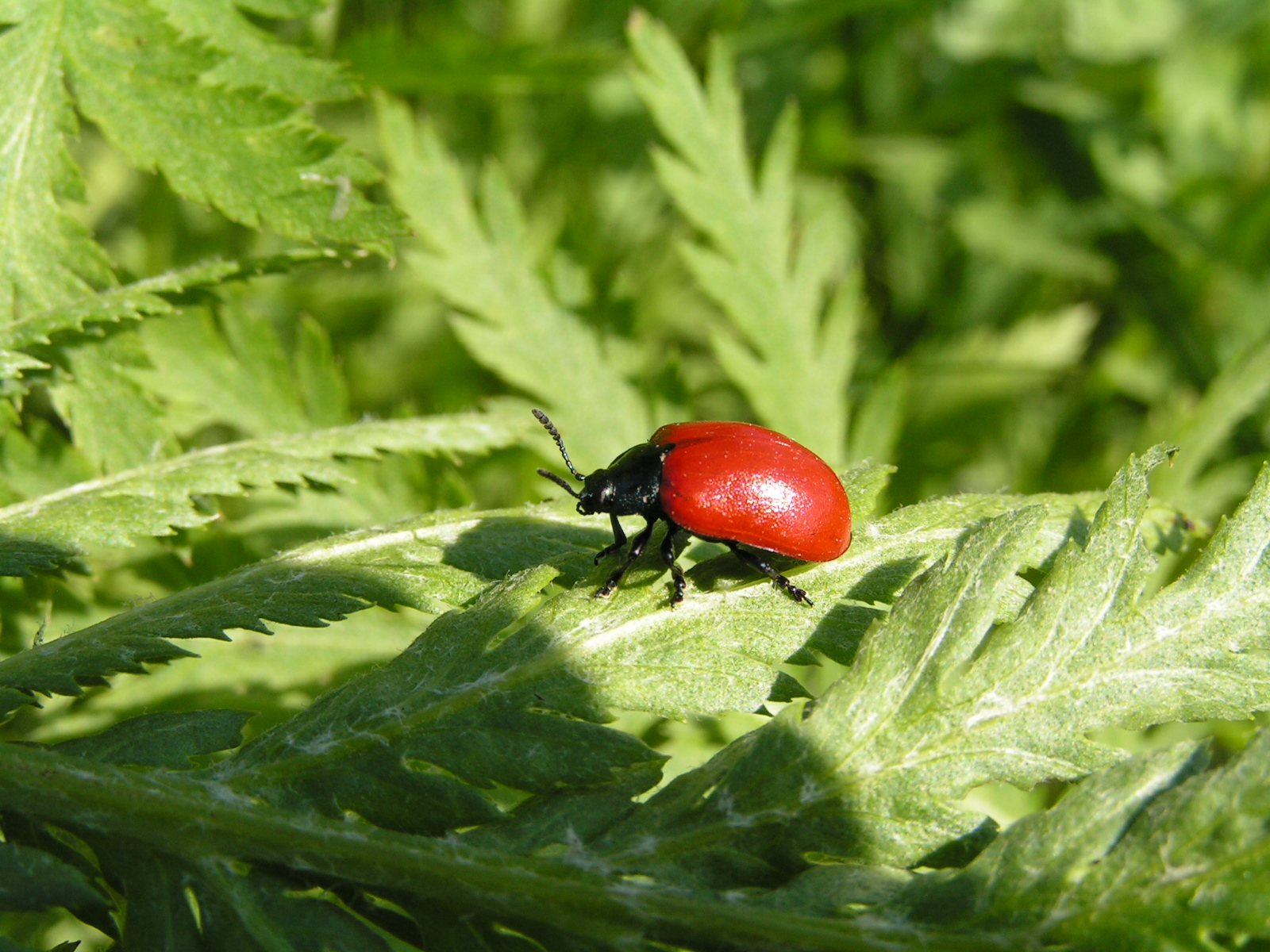
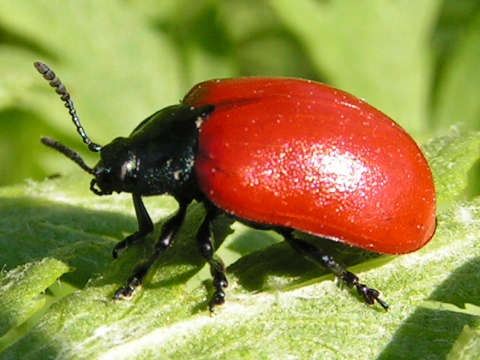
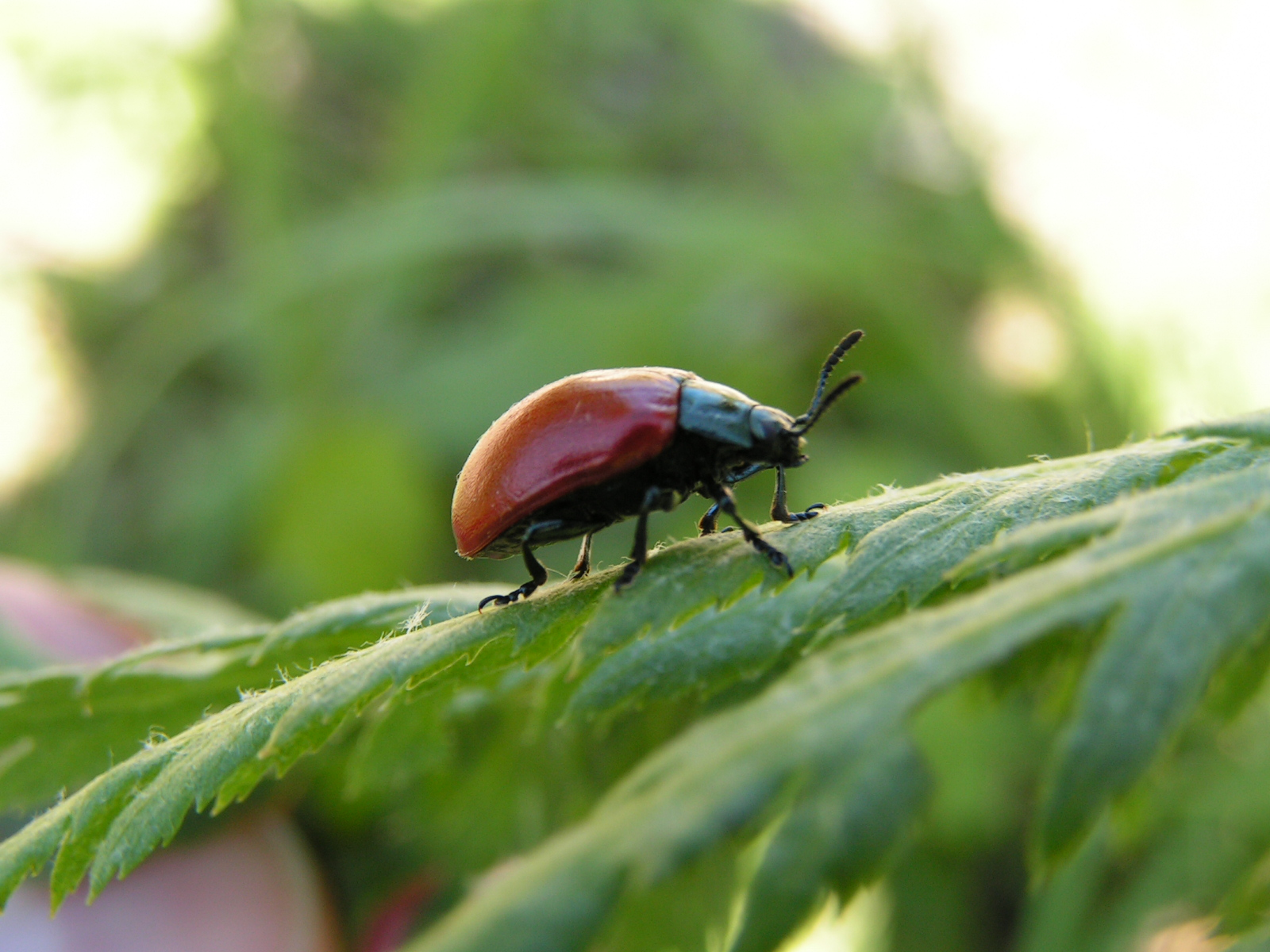